# Kevin Möhwald
Kevin Möhwald, né le 3 juillet 1993 à Erfurt en Allemagne, est un footballeur allemand qui évolue au poste de milieu offensif au KAS Eupen.

## Biographie

### Rot-Weiss Erfurt
Kevin Möhwald est formé dans le club de sa ville natale, le Rot-Weiss Erfurt. Il fait ses débuts avec l'équipe première en 2011 alors que son équipe évolue en troisième division allemande. Il passe quatre saisons sous les couleurs de son club formateur, où il joue plus de cent matchs.

### FC Nuremberg
En juillet 2015 il rejoint librement le 1. FC Nuremberg, alors en deuxième division allemande. Il fait ses débuts avec son nouveau club le 27 juillet 2015, lors d'un match de championnat perdu par six buts à trois face au SC Fribourg. Titularisé lors de cette rencontre au poste d'arrière droit, qu'il a quelquefois occupé par le passé, il inscrit également son premier but ce jour-là. Il devient rapidement un titulaire à Nuremberg.

### Werder Brême
Après trois saisons passées au 1. FC Nuremberg, en deuxième division, il rejoint le Werder Brême en juillet 2018. Möhwald joue son premier match sous ses nouvelles couleurs et fait ainsi ses débuts en Bundesliga le 22 septembre 2018, lors de la victoire de son équipe face au FC Augsbourg (2-3).
En septembre 2019 Möhwald se blesse gravement au genou ce qui le tient éloigné des terrains pendant de longs mois, il ne rejoue pas de l'année.

### Union Berlin
Avec la relégation du Werder Brême à l'issue de la saison 2020-2021, Kevin Möhwald quitte le club, il s'engage le 30 août 2021 en faveur de l'Union Berlin.

### En équipe nationale
En 2013, Kevin Möhwald joue deux matchs avec l'Allemagne des moins de 20 ans contre les Pays-Bas et face à la Tchéquie.

## Statistiques

### En club
| Saison                | Club                  | Championnat           | Championnat | Championnat | Coupe(s) nationale(s) | Coupe(s) nationale(s) | Compétition(s) continentale(s) | Compétition(s) continentale(s) | Compétition(s) continentale(s) | Coupe régionale | Coupe régionale | Total | Total |
| Saison                | Club                  | Division              | M.          | B.          | M.                    | B.                    | Comp.                          | M.                             | B.                             | M.              | B.              | M.    | B.    |
| 2011-2012             | Rot-Weiss Erfurt      | 3. Liga               | 5           | 0           | -                     | -                     | -                              | -                              | -                              | -               | -               | 5     | 0     |
| 2012-2013             | Rot-Weiss Erfurt      | 3. Liga               | 35          | 2           | -                     | -                     | -                              | -                              | -                              | 2               | 0               | 37    | 2     |
| 2013-2014             | Rot-Weiss Erfurt      | 3. Liga               | 28          | 2           | -                     | -                     | -                              | -                              | -                              | 1               | 0               | 29    | 2     |
| 2014-2015             | Rot-Weiss Erfurt      | 3. Liga               | 35          | 8           | -                     | -                     | -                              | -                              | -                              | 1               | 0               | 36    | 8     |
| Sous-total            | Sous-total            | Sous-total            | 103         | 12          | -                     | -                     | -                              | 0                              | 0                              | 4               | 0               | 107   | 12    |
| 2015-2016             | FC Nuremberg          | 2.Bundesliga          | 27          | 1           | 3                     | 0                     | -                              | -                              | -                              | -               | -               | 30    | 1     |
| 2016-2017             | FC Nuremberg          | 2.Bundesliga          | 29          | 4           | -                     | -                     | -                              | -                              | -                              | -               | -               | 29    | 4     |
| 2017-2018             | FC Nuremberg          | 2.Bundesliga          | 31          | 7           | 3                     | 0                     | -                              | -                              | -                              | -               | -               | 34    | 7     |
| Sous-total            | Sous-total            | Sous-total            | 87          | 12          | 6                     | 0                     | -                              | 0                              | 0                              | 0               | 0               | 93    | 12    |
| 2018-2019             | Werder Brême          | Bundesliga            | 23          | 3           | 4                     | 0                     | -                              | -                              | -                              | -               | -               | 27    | 3     |
| 2019-2020             | Werder Brême          | Bundesliga            | 1           | 0           | 1                     | 0                     | -                              | -                              | -                              | -               | -               | 2     | 0     |
| 2020-2021             | Werder Brême          | Bundesliga            | 27          | 5           | 3                     | 1                     | -                              | -                              | -                              | -               | -               | 30    | 6     |
| 2021-2022             | Werder Brême          | 2.Bundesliga          | 1           | 0           | -                     | -                     | -                              | -                              | -                              | -               | -               | 1     | 0     |
| Sous-total            | Sous-total            | Sous-total            | 52          | 8           | 8                     | 1                     | -                              | 0                              | 0                              | 0               | 0               | 60    | 9     |
| 2021-2022             | Union Berlin          | Bundesliga            | 16          | 0           | 2                     | 0                     | C4                             | 3                              | 0                              | -               | -               | 21    | 0     |
| 2022-2023             | Union Berlin          | Bundesliga            | -           | -           | -                     | -                     | C3                             | -                              | -                              | -               | -               | 0     | 0     |
| Sous-total            | Sous-total            | Sous-total            | 16          | 0           | 2                     | 0                     | -                              | 3                              | 0                              | 0               | 0               | 21    | 0     |
| 2023-2024             | KAS Eupen             | Jupiler League        | -           | -           | -                     | -                     | -                              | -                              | -                              | -               | -               | 0     | 0     |
| Sous-total            | Sous-total            | Sous-total            | 0           | 0           | 0                     | 0                     | -                              | 0                              | 0                              | 0               | 0               | 0     | 0     |
| Total sur la carrière | Total sur la carrière | Total sur la carrière | 259         | 32          | 16                    | 1                     | -                              | 3                              | 0                              | 4               | 0               | 282   | 33    |